# بردلی گری
بردلی گری (انگلیسی: Bradley Gray؛ زادهٔ ۵ ژوئیهٔ ۱۹۹۰) بازیکن فوتبال اهل بریتانیا است.
از باشگاه‌هایی که در آن بازی کرده‌است می‌توان به باشگاه فوتبال هورنچورج، باشگاه فوتبال لیتون اورینت، باشگاه فوتبال سالزبری سیتی، باشگاه فوتبال دالیچ هملت، باشگاه فوتبال هانگرفورد تاون، باشگاه فوتبال فارست گرین راورز، باشگاه فوتبال گرایس اتلتیک، و باشگاه فوتبال سنت آلبنز سیتی اشاره کرد.